# Miroslav Pribanić
Miroslav Pribanić (Bjelovar, Hrvatska, 22. lipnja 1946.) je bivši hrvatski rukometaš.
Igrao je za jugoslavensku reprezentaciju.

Od velikih natjecanja, sudjelovao je na OI 1972.
Na OI 1972. je u Münchenu je osvojio zlatno odličje, odigravši svih šest susreta i postigavši dvanaest pogodaka.
Bio je članom slavne postave Partizana iz Bjelovara, koja je vladala hrvatskim, jugoslavenskim i europskim klupskim rukometom '70-ih.

## Vanjske poveznice
- Profil